# 1393 Sofala
1393 Sofala је астероид главног астероидног појаса чија средња удаљеност од Сунца износи 2,432 астрономских јединица (АЈ).
Апсолутна магнитуда астероида је 12,2 а геометријски албедо 0,051.